# Плотников, Сергей Викторович (депутат)
Плотников Сергей Викторович (род. 22 июля 1960 года, село Большенарымское, Восточно-Казахстанская область, Казахская ССР, СССР) — казахстанский государственный деятель, депутат сената парламента Казахстана (2008—2020).

## Биография
Окончил Саратовский политехнический институт. Доктор технических наук, профессор. Автор монографии «Радиационно-механические эффекты в твёрдых телах при облучении высокоинтенсивными импульсными электронными и ионными пучками» (1998), 31 научной публикации. Имеет патенты «Способ обработки изделий из металлов и сплавов» и другие.
1982—1985 гг. — сменный мастер, старший мастер, секретарь комитета комсомола Востокмашзавода.
1985—1986 гг. — второй секретарь Усть-Каменогорского горкома, секретарь Восточно-Казахстанского обкома ЛКСМК.
1986—1998 гг. — заместитель начальника цеха, главный технолог, начальник отдела материально-технического снабжения АО «Востокмашзавод».
1998—2003 гг. — начальник управления энергетики, индустрии, телекоммуникаций и внешнеэкономических связей Восточно-Казахстанской области.
Январь 2003 — февраль 2007 г. — аким Глубоковского района Восточно-Казахстанской области.
С 2003 года — член партии «Нур Отан».
27 февраля 2007 — октябрь 2008 г. — заместитель акима Восточно-Казахстанской области.
С 4 октября 2008 по 2020 г. — депутат сената парламента Республики Казахстан от Восточно-Казахстанской области, переизбран в октябре 2014 года.
Воинское звание — подполковник.

## Награды
- Орден Парасат (2017)
- Орден Курмет (2010)
- Медаль «50 лет Целине»
- Медаль «10 лет Конституции Республики Казахстан»
- Медаль «10 лет Астане»
- Орден «Содружество» (19 мая 2016 года, Межпарламентская ассамблея СНГ) — за активное участие в деятельности Межпарламентской Ассамблеи и её органов, вклад в укрепление дружбы между народами государств — участников Содружества Независимых Государств[3]
- Медаль «За укрепление парламентского сотрудничества» (28 ноября 2013 года, Межпарламентская ассамблея СНГ) — за особый вклад в развитие парламентаризма, укрепление демократии, обеспечение прав и свобод граждан в государствах — участниках Содружества Независимых Государств[4]
- Юбилейная медаль «МПА СНГ. 20 лет» (11 апреля 2013 года, Межпарламентская ассамблея СНГ) — за вклад в развитие и совершенствование правовых основ функционирования Содружества Независимых Государств, модельного и национального законодательства государств — участников МПА СНГ, а также в укрепление международных связей и межпарламентского сотрудничества[5]
- Медаль «МПА СНГ. 25 лет» (27 марта 2017 года, Межпарламентская ассамблея СНГ) — за заслуги в деле развития и укрепления парламентаризма, за вклад в развитие и совершенствование правовых основ функционирования Содружества Независимых Государств, укрепление международных связей и межпарламентского сотрудничества[6]